# Mappia racemosa
Mappia racemosa là một loài thực vật thuộc họ Icacinaceae. Loài này có ở Cuba, Cộng hòa Dominica, Guatemala, Haiti, Jamaica, Panama, và Puerto Rico. Chúng hiện đang bị đe dọa vì mất môi trường sống.